# Murray County (Minnesota)
Murray County is een county in de Amerikaanse staat Minnesota.
De county heeft een landoppervlakte van 1.824 km² en telt 9.165 inwoners (volkstelling 2000). De hoofdplaats is Slayton.